# Amtsring
Ein Amtsring ist eine seltene Symbolisierung eines Amtes, das von einem hochgestellten Amtsträger ausgeübt wird. Amtsringe bilden meistens das Siegel oder Wappen des Amtes ab. 
Der bekannteste Amtsring ist der Fischerring des Papstes sowie der Bischofsring.
Der Papst steckt auserwählten Kardinälen zum Fest Mariä Verkündigung sogenannte Hochzeitsringe an (das „Proprium der Kardinalswürde“).